# Asceua wallacei
Asceua wallacei är en spindelart som beskrevs av Robert Bosmans och Paul Hillyard 1990. Asceua wallacei ingår i släktet Asceua och familjen Zodariidae.
Artens utbredningsområde är Sulawesi. Inga underarter finns listade i Catalogue of Life.